# Alex Herschaft
Alex Hershaft (Varsóvia, 1º de julho de 1934) é um sobrevivente do Holocausto, ativista do movimento dos direitos dos animais e cofundador e presidente da ONG Farm Animal Rights Movement (FARM), a mais antiga organização estadunidense (fundada em 1976) devotada exclusivamente à causa de que animais não sejam criados para a alimentação.
Previamente, ele trilhou uma carreira de trinta anos como consultor em ciência dos materiais e do meio ambiente, tendo também se destacado em movimentos de liberdade religiosa e de qualidade ambiental.
Vejo muita semelhança entre o que os nazistas nos fizeram e o que fazemos hoje aos animais, especialmente os criados para a alimentação [humana].— Em entrevista ao Huffington Post